# Liste der Biografien/Goi
Liste der Biografien |
Portal Biografien |
Personensuche
# |
A |
B |
C |
D |
E |
F |
G |
H |
I |
J |
K |
L |
M |
N |
O |
P |
Q |
R |
S |
T |
U |
V |
W |
X |
Y |
Z |
?
 
Ga |
Gb |
Gc |
Gd |
Ge |
Gf |
Gh |
Gi |
Gj |
Gk |
Gl |
Gm |
Gn |
Go |
Gp |
Gq |
Gr |
Gs |
Gu |
Gv |
Gw |
Gy |
Gz
 
Goa |
Gob |
Goc |
God |
Goe |
Gof |
Gog |
Goh |
Goi |
Goj |
Gok |
Gol |
Gom |
Gon |
Goo |
Gop |
Gor |
Gos |
Got |
Gou |
Gov |
Gow |
Goy |
Goz
Die Liste der Biografien führt alle Personen auf, die in der deutschsprachigen Wikipedia einen Artikel haben. Dieses ist eine Teilliste mit 64 Einträgen von Personen, deren Namen mit den Buchstaben „Goi“ beginnt.

## Goi
- Goi, Dero (* 1970), deutscher Musiker und TextdichterDero Goi (* 1970)

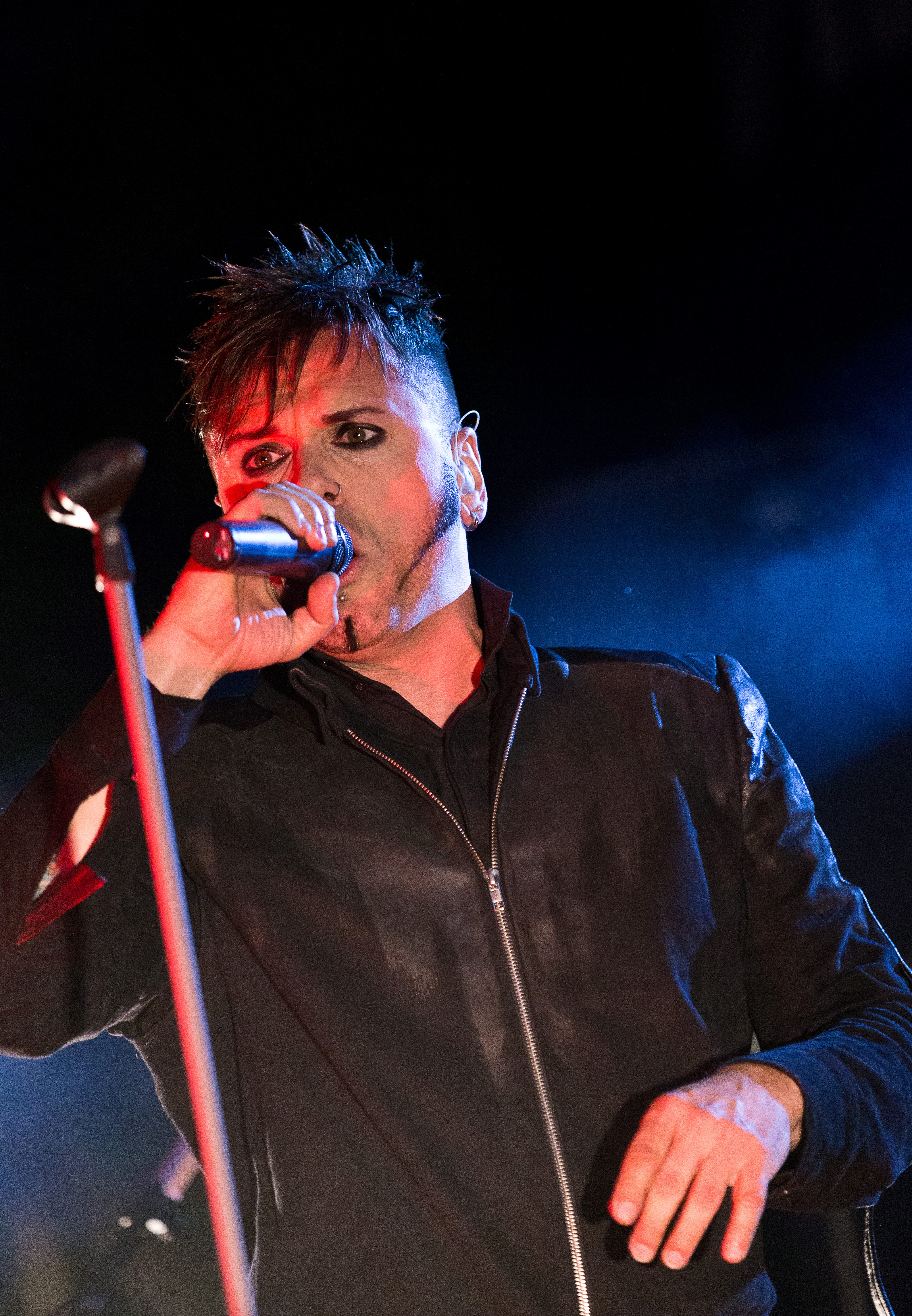
Dero Goi (* 1970)

- Goi, Masahisa (1916–1980), japanischer Philosoph
- Goi, Michael (* 1959), US-amerikanischer Kameramann und Filmregisseur
- Goi, Tommaso (* 1990), italienischer Eishockeyspieler

### Goia
- Goian, Dorin (* 1980), rumänischer Fußballspieler
- Goian, Lucian (* 1983), rumänischer Fußballspieler

### Goib
- Goibaud-Dubois, Philippe (1626–1694), französischer Übersetzer und Mitglied der Académie française
- Gʻoibnazarov, Fazliddin (* 1991), usbekischer Boxer

### Goic
- Goic Karmelic, Alejandro (* 1940), chilenischer Geistlicher, emeritierter römisch-katholischer Bischof von Rancagua
- Goic, Carolina (* 1972), chilenische Politikerin
- Goich, Wilma (* 1945), italienische Popsängerin und Fernsehmoderatorin
- Goichbarg, Alexander Grigorjewitsch (1883–1962), russischer Hochschullehrer, Professor für Zivilrecht
- Goichman, Boris Abramowitsch (1919–2005), sowjetischer Wasserballspieler
- Goicoechea y Cosculluela, Antonio (1876–1953), spanischer Politiker und Jurist
- Goicoechea, Mauro (* 1988), uruguayischer Fußballspieler
- Goicolea, Anthony (* 1971), kubanisch-US-amerikanischer Fotograf

### Goid
- Goidaci, Geo (* 1947), deutscher Bildhauer, Medienkünstler und Kunstpädagoge rumänischer Herkunft
- Goidanich, Pier Gabriele (1868–1953), italienischer Linguist, Latinist, Romanist und Italianist

### Goif
- Goiffon, Jean-Baptiste (1658–1730), französischer Arzt und Botaniker
- Goifman, Kiko (* 1968), brasilianischer Multimedia-Künstler und Filmemacher

### Goig
- Goigerejew, Bekchan Salawdinowitsch (* 1987), russischer Ringer
- Goiginger, Adrian (* 1991), österreichischer FilmemacherAdrian Goiginger (* 1991)

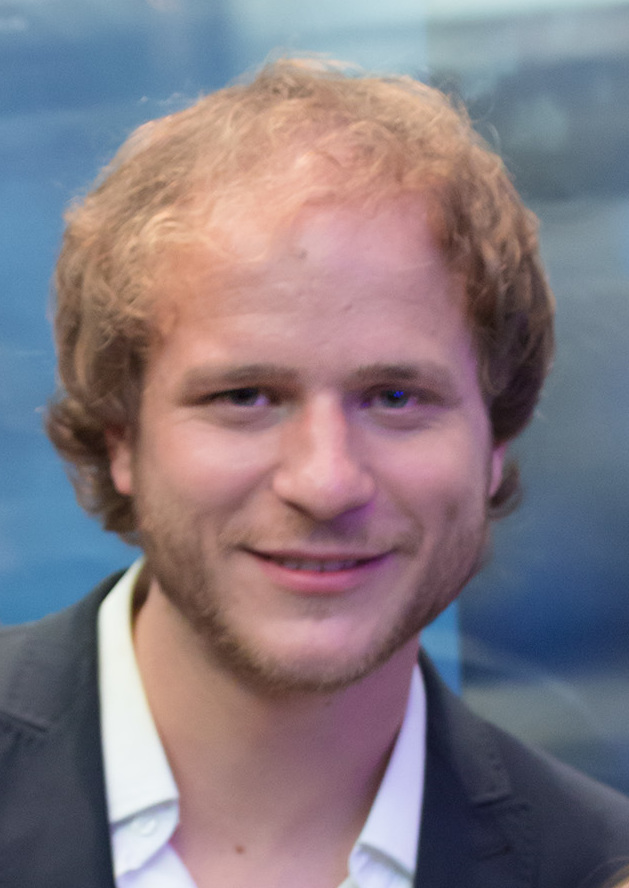
Adrian Goiginger (* 1991)

- Goiginger, Ludwig (1863–1931), österreichisch-ungarischer Feldmarschalleutnant im Ersten Weltkrieg
- Goiginger, Thomas (* 1993), österreichischer Fußballspieler

### Goik
- Goike, Werner (1928–2015), deutscher Fußballspieler
- Goikoetxea Olaskoaga, Andoni (* 1956), spanischer Fußballspieler und -trainer
- Goikoetxea, Jon Andoni (* 1965), spanischer Fußballtrainer

### Goil
- Goilo, Nikita Sergejewitsch (* 1998), russischer Fußballspieler

### Goin
- Goines, Lincoln (* 1953), amerikanischer Jazzmusiker (Kontrabass, E-Bass)
- Goines, Siena (* 1969), US-amerikanische Schauspielerin
- Goines, Victor (* 1961), US-amerikanischer Jazzmusiker
- Göing, Emil (1912–1994), deutscher Basketballnationalspieler
- Going, Joanna (* 1963), US-amerikanische Schauspielerin
- Going, Sid (1943–2024), neuseeländischer Rugby-Union-Spieler
- Goings, Ralph (1928–2016), US-amerikanischer Maler
- Goings, Rick (* 1946), US-amerikanischer Manager
- Goins, Herbie (1939–2015), amerikanischer R&B/Soul-Sänger
- Goins, Jesse D. (* 1952), US-amerikanischer Schauspieler
- Goins, Lauren (* 1983), US-amerikanische Volleyballspielerin
- Goinski, Vilson (* 1970), brasilianischer Rechtsanwalt und Kommunalpolitiker
- Goiny, Christian (* 1965), deutscher Politiker (CDU), MdA

### Goir
- Goiran, Henri (1881–1972), französischer Diplomat

### Gois
- Góis, Bento de (1562–1607), portugiesischer Missionar und Entdecker in Asien
- Góis, Damião de (1502–1574), portugiesischer Diplomat und Historiker
- Góis, Isabel (* 1995), portugiesische Handballspielerin
- Góis, Manuel Joaquim de Matos (1781–1832), portugiesischer Gouverneur von Portugiesisch-Timor
- Goischtschik, Tatjana Gennadjewna (* 1952), sowjetische Leichtathletin
- Goisern, Hubert von (* 1952), österreichischer MusikerHubert von Goisern (* 1952)

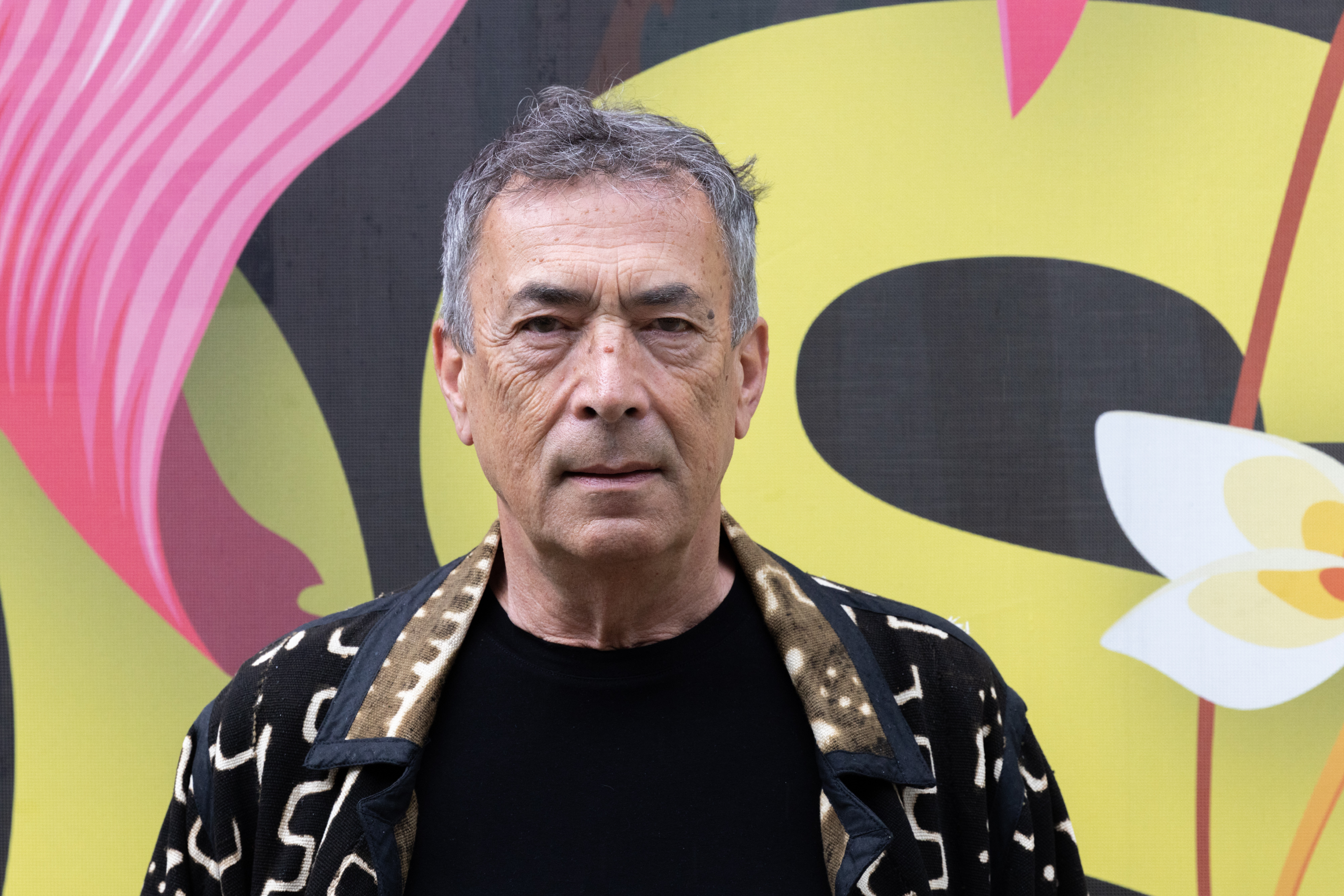
Hubert von Goisern (* 1952)

- Goislard de Monsabert, Joseph de (1887–1981), französischer General

### Goit
- Goïta, Assimi (* 1983), malischer Militäroffizier und StaatspräsidentAssimi Goïta (* 1983)

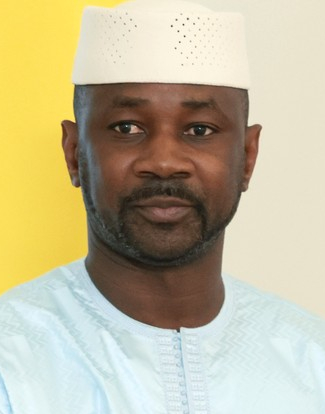
Assimi Goïta (* 1983)

- Goitein, Baruch Bendit († 1839), Rabbiner
- Goitein, Gabor (1848–1883), Rabbiner der Neo-Orthodoxie
- Goitein, Jacob Löb (1867–1939), Weinhändler, Delegierter beim 1. Zionistenkongress 1897, Begründer der Frankfurter Zionistischen Vereinigung
- Goitein, Shlomo Dov (1900–1985), deutsch-israelisch-amerikanischer Arabist und Orientalist
- Goiti, Martín de († 1574), spanischer Konquistador und der Stadtgründer Manilas
- Goitía, Alimí (* 1970), venezolanischer Boxer im Superfliegengewicht
- Goitia, Francisco (1882–1960), mexikanischer Maler
- Goito, Sordello da, italienischer Troubadour
- Goitom, Henok (* 1984), schwedischer Fußballspieler
- Goitschel, Christine (* 1944), französische Skirennläuferin
- Goitschel, Marielle (* 1945), französische Skirennläuferin
- Goity, Sergio (1930–1980), chilenischer Fußballspieler

### Goix
- Goix, Robert (1906–1983), französischer Mittelstreckenläufer

### Goiz
- Goizueta Gridilla, Justo (1912–1991), spanischer Geistlicher, römisch-katholischer Bischof, Prälat von Madera